# Marylin Star
Marylin Star (Prince George, Columbia Británica; 12 de abril de 1969) es una actriz pornográfica retirada canadiense.

## Biografía
Nacida como Kathryn Gannon, vivió en Columbia Británica hasta su juventud cuando se trasladó para estudiar a Edmonton (Alberta). Después se mudó a Los Ángeles para entrar en la industria del cine para adultos, debutando en 1994 con su primera película: More Dirty Debutantes 30. También trabajó de estríper por distintos clubes durante los años 1990. Se casó en 1994 con el empresario japonés Bruce Akahoshi, del que se divorció tres años más tarde.
En diciembre de 1999 fue acusada de abusar de informaciones privilegiadas para el uso de información de fusión bancaria dada por su examante James McDermott, un banquero de inversión y expresidente y CEO de la firma de banca de inversión de Keefe, Bruyette & Woods, y que compartió con otro examante, en esta ocasión el empresario Anthony Pomponio. Los fiscales indicaron que Marylin Star utilizó esta información para obtener de manera ilegal 88.135 dólares en el mercado de valores desde mayo de 1997 a agosto de 1998.
Previendo su arresto, Star huyó a Vancouver, fuera de la jurisprudencia estadounidense, donde se casó en el 2000 con el corredor de bolsa Michael Gilley. Finalmente fue detenida el 24 de mayo de 2000 y fue extraditada a los Estados Unidos. Gilley le pidió el divorcio el 13 de octubre. Star se declaró culpable del cargo de tráfico de información privilegiada y aceptó una condena de tres meses de condena en un Centro Correccional para Mujeres en Danbury (Connecticut), que comenzó el 2 de diciembre de 2002.
Durante su carrera participó en 90 películas.

## Premios y nominaciones
| Año  | Ceremonia   | Resultado | Premio                                | Trabajo                 |
| ---- | ----------- | --------- | ------------------------------------- | ----------------------- |
| 1996 | Premios AVN | Nominada  | Mejor actriz revelación               | —                       |
| 1999 | Premios AVN | Nominada  | Mejor escena de sexo lésbico en grupo | Welcome to the Cathouse |